# Torhout
Torhout és un municipi belga de la província de Flandes Occidental a la regió de Flandes.

## Seccions
| #   | Nom             | superfície | Població |
| --- | --------------- | ---------- | -------- |
| I   | Torhout         |            |          |
| II  | Wijnendale      |            |          |
| III | Sint-Henricus   |            |          |
| IV  | De Driekoningen |            |          |
| V   | Don Bosco       |            |          |

## Evolució demogràfica
- Font:NIS
- 1919: defecció de part de Veldegem (- 1,52 km² i 51 habitants)
- 1977: annexió d'Ichtegem (Wijnendale) i Aartrijke (Sparappel) (+2,49 km² i 1.165 habitants)

## Situació
- a. Aartrijke (Zedelgem)
- b. Veldegem (Zedelgem)

Mapa de Torhout

- c. Ruddervoorde (barri de Baliebrugge) (Oostkamp)
- d. Lichtervelde
- e. Gits (Hooglede)
- f. Kortemark
- g. Ichtegem